# エンディミオン (小惑星)
エンディミオン (342 Endymion) は、小惑星帯にある大きな小惑星である。
1892年10月17日にマックス・ヴォルフがハイデルベルクで発見し、ギリシア神話に登場するエンデュミオーンにちなんで命名された。